# Ijah Anderson
Ijah Massai Anderson (* 30. Dezember 1975 in Hackney) ist ein ehemaliger englischer Fußballspieler.
Der Abwehrspieler spielte zu Beginn seiner Karriere in der Jugend von Tottenham Hotspur. 1994 wechselte er zu Southend United in die First Division. Nach einer Saison ging er zum Drittligisten FC Brentford. Mit Brentford stieg er 1998 ab, schaffte aber direkt wieder den Aufstieg. Nach sieben Jahren verließ er 2002 den Klub und wechselte erst zu den Wycombe Wanderers und dann zu den Bristol Rovers in die Third Division. Im November 2004 ging er zum Ligakonkurrenten Swansea City, mit dem er am Ende der Runde aufstieg. Im Dezember 2005 wurde er nach einem positiven Dopingtest für sechs Monate gesperrt.